# Bodega

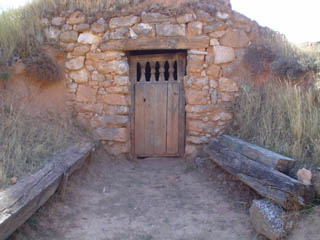
Ländliche Bodega bei Rejas de San Esteban

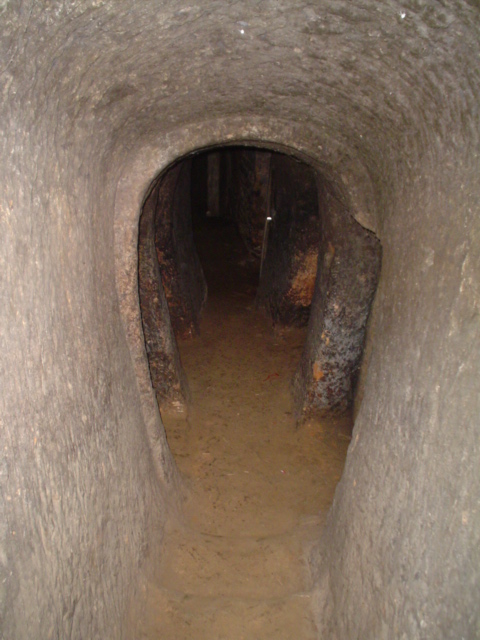
Aus dem natürlichen Fels herausgehauenes Kellergewölbe

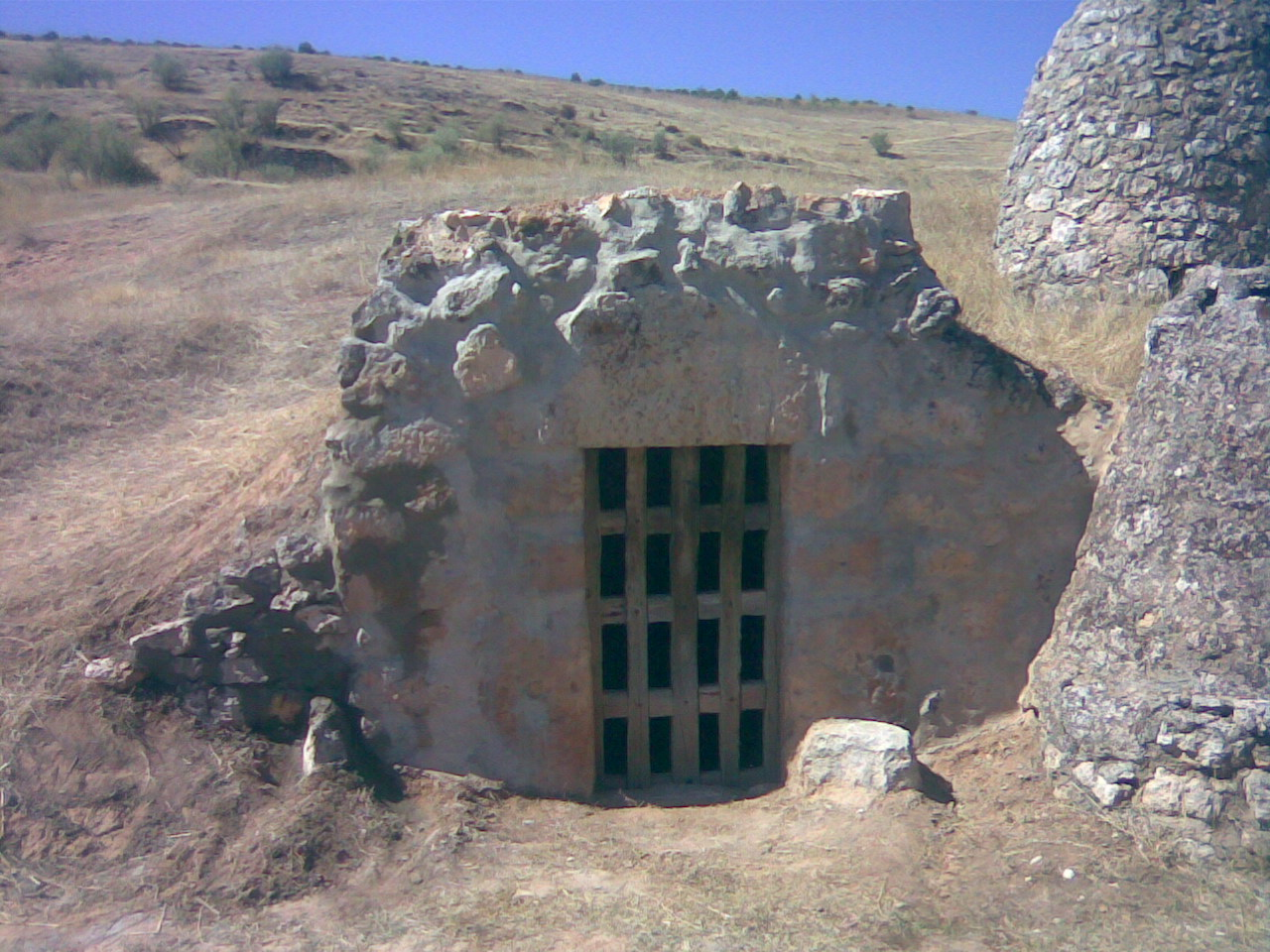
Ländliche Bodega im Weinbaugebiet Ribera del Duero

Ursprünglich war Bodega im Spanischen die Bezeichnung für ein Lager- oder Kellergewölbe. Erst viel später wurde der Begriff fast ausschließlich mit Weinkeller, Weinausschank oder Weinhandlung assoziiert.

## Ländliche Bodegas
Auf dem Lande herrschte in Spanien bis ins beginnende 20. Jahrhundert hinein die Selbstversorgungswirtschaft vor, doch hatten die meisten – aus Bruchsteinen, Fachwerk oder Lehm gebauten – Häuser keinen Vorratskeller; erst im Lauf der Zeit wurden diese meist separat und in Abhängigkeit von den jeweiligen Landschafts- und Bodenverhältnissen ausgeschachtet bzw. in den natürlichen Fels getrieben, wobei der Eingang oft halb oberirdisch gemauert und mit Steinen und einer dicken Erdschicht bedeckt wurde. Um einen Temperaturanstieg und den Einflug von Vögeln, Fledermäusen sowie Insekten zu vermeiden und eine gewisse Luftfeuchtigkeit zu gewährleisten wurde gänzlich auf Fenster verzichtet; die Beleuchtung erfolgte durch Fackeln, Kerzen, Kienspäne etc. In derartigen historisch-ländlichen Kellergewölben konnten sowohl Lebensmittel wie Schinken (jamón), Würste (chorizos), Oliven (aceitunas) etc. als auch Weinfässer kühl und vor Schädlingen (Mäuse, Insekten etc.) und Fäulnispilzen geschützt gelagert werden. Die kühlen Temperaturen in diesen Kellern hatten zur Folge, dass man sich – vor allem im Sommer – bis in die späten Abendstunden hinein gerne hier aufhielt und im Kreis der Familie gemeinsam aß und trank. Manchmal wurden auch Verwandte oder Nachbarn eingeladen, die sich mit mitgebrachten Speisen und Getränken am abendlichen Mahl bzw. Umtrunk beteiligten.

## Städtische Bodegas

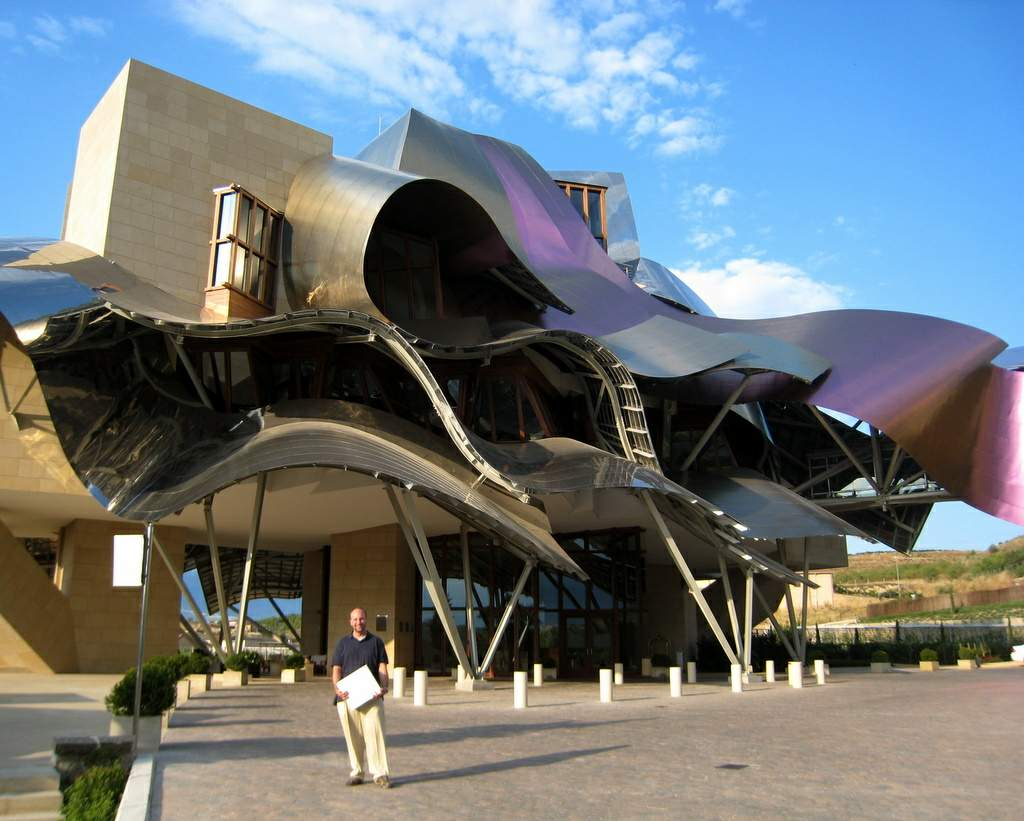
Frank Gehry – Bodega und Hotel Marqués de Riscal, Elciego, Rioja

Mit zunehmender Größe einiger Weingüter im ausgehenden 19. Jahrhundert entwickelte sich die Notwendigkeit zum Bau großer Lagerräume. Die Raumhöhe in den gemauerten (städtischen) Bodegas erlaubt es, die Temperatur während des ganzen Jahres auf einem stabilen Niveau zu halten. Die Bauten haben üblicherweise hochgelegene Fenster, die für ausreichend Licht sorgten und vor allem eine ausreichende Luftzirkulation gewährleisteten; darüber hinaus verhindern Form und Platzierung der Fenster die direkte Sonneneinstrahlung auf die wertvollen Weinfässer. Die Böden in den Bodega-Gebäuden bestanden früher aus tierra de albero, einem Gemisch aus kleinen Steinen und Sand, und wurden im Sommer zweimal täglich bewässert, um eine Luftfeuchtigkeit von etwa 70 % zu gewährleisten. Darüber hinaus tragen die Wände zur Entwicklung eines Mikroklimas in den Bodegas bei – sie sind nicht selten mehr als 60 cm dick und nach der traditionellen „Canto-Methode“ errichtet. Diese Faktoren tragen zu einer perfekten crianza bei, was sich am besten mit „Reifeprozess“ übersetzen lässt.

## Sonstiges
In den spanischen Innenstädten findet man häufig kleine Bodegas, in denen neben dem Weinausschank auch Bier sowie kleine Gerichte (tapas oder raciones) serviert werden, so dass sich dieser Begriff auch mit „Gaststätte“ oder „Schänke“ übersetzen lässt.
Der Begriff „Bodega“ bezeichnet heute – neben dem privaten Weinkeller – hauptsächlich kommerzielle Weinkellereien, Weinhandlungen und Weinstuben. In den meisten Bodegas kann man die dort hergestellten oder angebotenen Produkte verkosten und auch kaufen. In der Regel gibt es Führungen, bei denen erklärt wird, wie Wein, Sekt, Sherry oder auch Brandy produziert werden. Einige wenige Bodegas in Spanien wurden um die Jahrtausendwende von international bekannten Architekten wie Frank Gehry oder Santiago Calatrava gestaltet.

## Mittelamerika und USA
In Kuba und Puerto Rico bezeichnet „Bodega“ unter anderem auch einen kleinen Lebensmittelladen. Seit den 1950er Jahren eröffneten puerto-ricanische Einwanderer in New York City solche Lebensmittelläden unter dem Namen Bodega. So ging der Begriff Bodega in dieser Bedeutung auch in den Sprachgebrauch von nicht-spanischsprachigen New Yorkern über.

## Referenzen
1. ↑  Pierina Pighi Bel: Bodegas: The small corner shops that run NYC. BBC, 6. Oktober 2023.